# Bembidion crenulatum
Bembidion crenulatum är en skalbaggsart som beskrevs av F. Sahlberg 1844. Bembidion crenulatum ingår i släktet Bembidion, och familjen jordlöpare. Arten har ej påträffats i Sverige.